# Allacta confluens
Allacta confluens es una especie de cucaracha del género Allacta, familia Ectobiidae. Fue descrita científicamente por Hanitsch en 1925.

## Distribución
Esta especie se encuentra en la isla de Borneo.